# Dallas Cowboys 1994
La stagione 1994 dei Dallas Cowboys è stata la 35ª della franchigia nella National Football League. La squadra veniva da due vittorie del Super Bowl consecutive e vide diversi cambiamenti. A marzo, mesi di frustrazione raggiunsero infine il loro climax tra il proprietario Jerry Jones e il capo-allenatore Jimmy Johnson che si dimise. Jones assunse così l'ex allenatore degli Oklahoma Sooners e suo personale amico Barry Switzer come terzo allenatore della storia della franchigia. Dallas continuò a dominare nella stagione regolare, terminando con un record di 12–4, venendo eliminati nella finale della NFC dai San Francisco 49ers. Dal draft arrivò il futuro Hall of Famer Larry Allen mentre il linebacker veterano Ken Norton Jr. lasciò il club per San Francisco.

## Calendario

### Stagione regolare
| Avversario             |    |          | Ris. | TV ora      | Pubblico |
| ---------------------- | -- | -------- | ---- | ----------- | -------- |
| at Pittsburgh Steelers | 26 | 9        | V    | FOX 3:00pm  | 60,156   |
| Houston Oilers         | 20 | 17       | V    | NBC 3:00pm  | 64,402   |
| Detroit Lions          | 17 | 20 (DTS) | S    | ABC 8:00pm  | 64,102   |
| Settimana di pausa     |    |          |      |             |          |
| at Washington Redskins | 34 | 7        | V    | FOX 12:00pm | 55,394   |
| Arizona Cardinals      | 38 | 3        | V    | FOX 3:00pm  | 64,518   |
| Philadelphia Eagles    | 24 | 13       | V    | FOX 3:00pm  | 64,703   |
| at Arizona Cardinals   | 28 | 21       | V    | FOX 3:00pm  | 71,023   |
| at Cincinnati Bengals  | 23 | 20       | V    | FOX 12:00pm | 57,096   |
| New York Giants        | 38 | 10       | V    | ABC 8:00pm  | 64,836   |
| at San Francisco 49ers | 14 | 21       | S    | FOX 3:00pm  | 69,014   |
| Washington Redskins    | 31 | 7        | V    | FOX 12:00pm | 64,644   |
| Green Bay Packers      | 42 | 31       | V    | FOX 3:00pm  | 64,597   |
| at Philadelphia Eagles | 31 | 19       | V    | FOX 12:00pm | 65,974   |
| Cleveland Browns       | 14 | 19       | S    | NBC 3:00pm  | 64,826   |
| at New Orleans Saints  | 24 | 16       | V    | ABC 8:00pm  | 67,323   |
| at New York Giants     | 10 | 15       | S    | FOX 12:00pm | 66,943   |

### Playoff
| Turno            | Data      | Avversario             | Risultato |
| ---------------- | --------- | ---------------------- | --------- |
| Divisional       | 8/1/1995  | vs. Green Bay Packers  | V 35-9    |
| NFC Championship | 15/1/1996 | at San Francisco 49ers | S 38-28   |